# 죽전중학교 (대구)
죽전중학교(竹田中學校)는 대구광역시 달서구 죽전동에 있었던 공립 중학교이다.
학생수 감소로 2020년에 폐교했으며, 서남중학교와 통합했다. 폐교 후 옛 교사는 죽전동행정복지센터 임시청사로 이용 중이다.

## 학교 연혁
- 1982년 12월 16일 : 죽전중학교 설립인가(30학급)
- 1983년 3월 1일 : 개교, 초대 장재수 교장 취임
- 1983년 3월 5일 : 1학년 입학식 거행(10학급 657명 입학)
- 1986년 2월 12일 : 제1회 졸업식 (659명)
- 2001년 3월 20일 : 학교급식소 준공
- 2002년 3월 1일 : 남녀공학 7학급 인가(남 4학급, 여 3학급)
- 2003년 2월 11일 : 죽전관(강당) 준공
- 2003년 3월 29일 : 디지털 도서실 준공
- 2017년 2월 9일 : 제32회 졸업식 (105명)
- 2017년 3월 1일 : 제17대 정재화 교장 취임
- 2020년 1월 8일 : 제35회 졸업식 (69명)
- 2020년 3월 1일 : 학생수 감소로 폐교, 서남중학교와 통합[1], 37년만에 폐업

## 참고 자료
- 죽전중학교 - 한국교육학술정보원 학교알리미